# Vrnik
Vrnik – wyspa w Chorwacji, na Morzu Adriatyckim, leżąca w pobliżu Korčuli. Jej powierzchnia wynosi 0,3 km², maksymalne wymiary 0,9 × 0,45 km, a maksymalna wysokość 46 m n.p.m. Administracyjnie należy do Miasta Korčula, w żupanii dubrownicko-neretwiańskiej. Na wyspie funkcjonuje kamieniołom marmuru.